# イケル・カシージャス
イケル・カシージャス・フェルナンデス（Iker Casillas Fernández; スペイン語発音: [ˈikeɾ kaˈsiʎas feɾˈnandeθ], 1981年5月20日 - ）は、スペインマドリード州モストレス出身の元サッカー選手。元スペイン代表。現役時代のポジションはゴールキーパー。

## 概要
レアル・マドリードの下部組織出身。1999年にトップチームに昇格すると、その後16シーズンで公式戦725試合に出場（ラウル・ゴンサレスに次いでクラブ歴代2位）して18タイトルを獲得した。スペイン代表として歴代最多出場、UEFAチャンピオンズリーグ歴代最多出場記録、UEFA主催クラブ大会歴代最多出場 などの記録を持っていた。リーガ・エスパニョーラやコパ・デル・レイ、スーペルコパなどの国内タイトルのほか、FIFAワールドカップ、UEFA欧州選手権、UEFAチャンピオンズリーグ、UEFAスーパーカップ、FIFAクラブワールドカップなどのメジャータイトルを主将として獲得した。
個人としてもFIFAワールドカップ 2010でのゴールデングローブ獲得をはじめ、2008年、2012年と2大会連続での欧州選手権優秀選手選出、GK史上最多となる5年連続（2008年〜2012年）でのFIFproワールドイレブン、IFFHS世界最優秀ゴールキーパーに選出、2007年より6年連続でUEFAチーム・オブ・ザ・イヤーに選ばれた。

## 経歴

### 幼少期
1981年5月20日、公務員の父と美容師の母のもとに生まれた。ファーストネームであるイケルはバスク人名であるが、母親が音の響きを気に入って名付けた。子供の頃は内向的な性格で、当時憧れの選手はデンマーク代表のピーター・シュマイケルであった。1990-91シーズン、9歳の頃にレアル・マドリードの下部組織へ入団。
1997年11月27日、高校在学中（16歳）にUEFAチャンピオンズリーグのローゼンボリBK戦に招集された。1998-99シーズンにレアル・マドリードCでテルセーラ・ディビシオンを優勝し、翌1999-2000シーズンにはレアル・マドリード・カスティージャのレギュラーになると同時にトップチームの第3GKも務めた。

### レアル・マドリード
1999-2000シーズン、レアルマドリードBからの昇格により、リーグ第3戦のアスレティック・ビルバオ戦でスターティングメンバーに抜擢された。半月後にはビサーリに正GKの座を譲ることになったが、不安定なプレーを見せていたビサーリに代わって1999年12月より再びスターティングメンバーに名を連ねるようになった。負傷により長期離脱したイルクナーに代わってポジションを獲得し、歴代最年少の19歳4日でチャンピオンズリーグ決勝（バレンシア戦）に出場した。
2000年にはプリメーラ・ディビシオン最優秀新人選手賞であるブラヴォー賞を獲得。同年夏にビサーリとの入れ替わりでセサル・サンチェスがレアル・バリャドリードから加入。彼とポジションを争うことになり、2001-02シーズン終盤にはポジションを奪われた。しかし、セサルは同シーズンのチャンピオンズリーグ決勝バイエル・レバークーゼン戦後半途中に負傷し、交代でピッチに立った。レバークーゼンの怒涛の攻撃に対してファインセーブを連発し（特に後半ロスタイム、決定的だった相手CKからのディミタール・ベルバトフの至近距離からのシュートをたて続けに防いだ）、2年ぶり9回目の優勝に貢献した。その後も銀河系軍団と呼ばれるチームにあって守備面で大きな貢献をし、チームの顔の1人となった。その後セサルは退団し、レアルマドリードの守護神として定着した。
2007-08シーズンは実りの多いシーズンだった。ディフェンダーにファビオ・カンナヴァーロやペペら実力者が加入し、31度目のリーグ優勝を果たすと共に、36試合32失点に抑えてサモラ賞（最少失点率）のタイトルを初めて受賞。シーズン中の2008年2月14日には、2017年までの契約延長で合意に達し、最終シーズンに30試合以上に出場すると自動的に契約が延長されるという、いわゆる「生涯契約」にサインした。他クラブが彼を獲得する際の違約金は1億1300万ユーロに設定された。

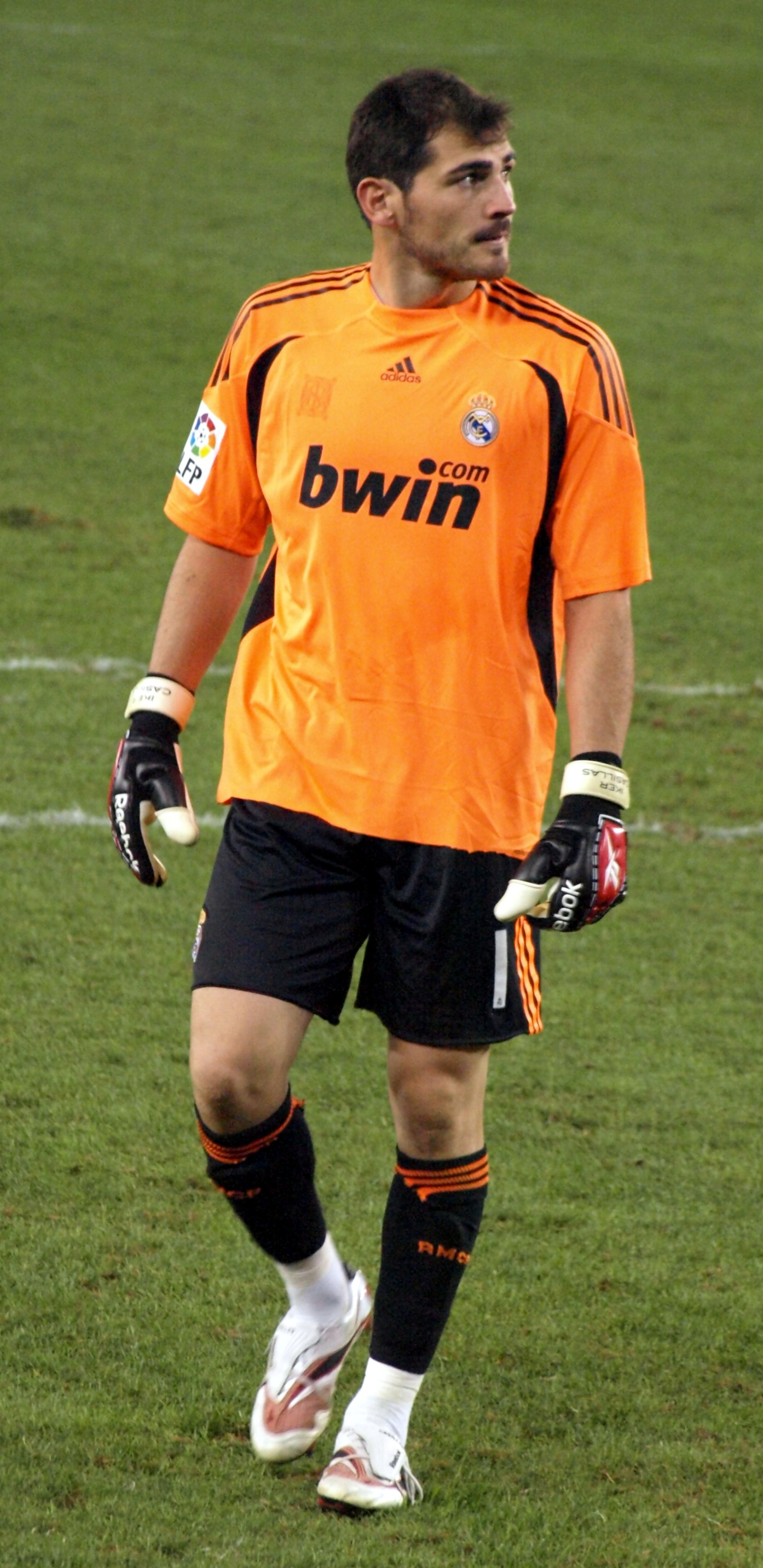
エスパニョール戦でのカシージャス（2009年）

2008年には自身2度目のUEFAチーム・オブ・ザ・イヤーにも輝いた。彼にバロンドールを求める署名活動が起こり、1万人以上の署名が集まった。結果的に、クリスティアーノ・ロナウド、リオネル・メッシ、フェルナンド・トーレスに次ぐゴールキーパーとして最高位の4位に入った。2008-09シーズンにはリーグ戦全試合に出場した。2008年冬の移籍市場でマンチェスター・シティはカシージャス引き抜きの為に違約金として史上最高額となる約175億円を用意したが、カシージャスはこの申し出を断った。2009年2月7日のラシン・サンタンデール戦で、フランシスコ・ブーヨが保持していたクラブのゴールキーパー最多出場記録（454試合）を更新した。
2009年10月4日のセビージャFC戦でスーパーセーブを披露し、往年の名GKであるゴードン・バンクスから「史上最高のGKの一人」と評された。11月25日のFCチューリッヒ戦で、11人目となるUEFAチャンピオンズリーグ通算100試合出場を達成した。国際サッカー歴史統計連盟が選ぶ2009年の最優秀ゴールキーパーとなり、歴代のランキングでも2位につけている。

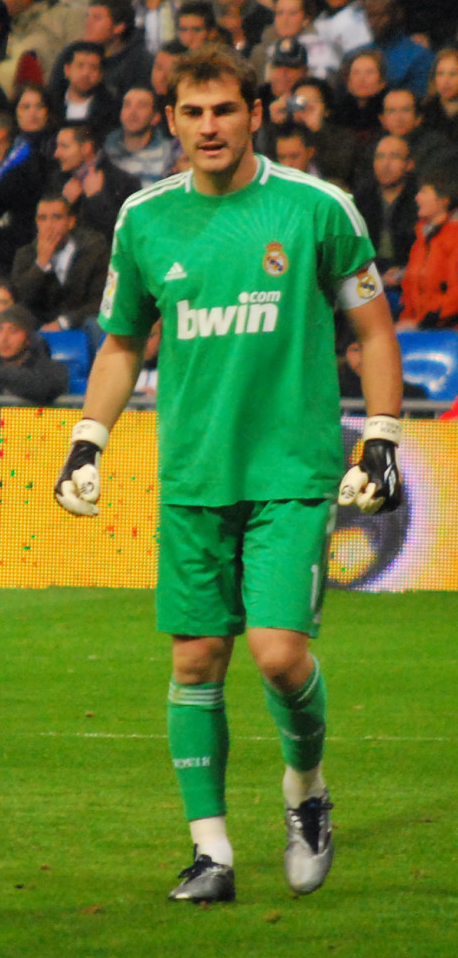
カシージャスはレアル・マドリードで2010-11シーズンから5年間キャプテンを務めた。

ラウル・ゴンサレス、グティの両キャプテンがクラブを去ったことに伴い、2010-11シーズンよりレアル・マドリードの主将に就任した。12月12日のレアル・サラゴサ戦でレアル・マドリード史上9人目、GKとしては初のリーグ400試合出場を果たした。2010年にもUEFAチーム・オブ・ザ・イヤーに4年連続で選ばれ、ジャンルイジ・ブッフォンの3度を超えて最多受賞GKとなった。2011年4月9日のビルバオ戦では3-0で完封勝利し、ブーヨの持っていた通算無失点試合数のクラブ記録に並んだ。コパ・デル・レイ決勝では、ラスト15分の間にメッシやペドロ、アンドレス・イニエスタらのシュートを3度スーパーセーブで防ぐなどの守りを見せ、10年以上のキャリアで1度も手にしたことのなかったコパ・デル・レイのタイトルを獲得した。
2011年には国際サッカー歴史統計連盟から4年連続で最優秀GKに選ばれるとともに、同賞制定25周年を記念して設定された「過去25年で最高のGK」にも選出された。また、21世紀のGKランキングにおいては、ブッフォンに僅差で敗れたものの、3位のペトル・チェフを大きく引き離すポイントを獲得して2位に選ばれた。
その一方、緊張状態に陥っていたFCバルセロナとの和解のため、シャビ・エルナンデスやカルレス・プジョルら代表でのチームメイトに直接電話をかけ謝罪をしたと報じられたこと（実際はその電話の内容は口論であった）、恋人であるサラ・カルボネーロがクラブ内情を暴露したことなどから、ジョゼ・モウリーニョとの確執が発生。そんな中、2012-13シーズンには2013年1月23日のコパ・デル・レイ準々決勝のバレンシア戦にてアルバロ・アルベロアとの接触により左手を骨折し、長期離脱を余儀なくされる。負傷から復帰した後も、緊急補強されたディエゴ・ロペスが正GKに定着したため、出場機会が得られない状況が続いた。リーグ最終戦であるCAオサスナ戦では、ロペスが負傷していたのにも関わらずカシージャスは招集外となり、ヘスス・フェルナンデスがゴールを守った。
2013年夏にカルロ・アンチェロッティが監督に就任すると、アンチェロッティはロペスとカシージャスのローテーションを明言し、リーグ戦をロペス、チャンピオンズリーグ及びコパ・デル・レイをカシージャスと使い分けた。2013-14シーズンの初試合となったチャンピオンズリーグ、グループリーグのガラタサライSK戦でセルヒオ・ラモスとの接触プレーによる途中交代の不運もあったものの、ガラタサライSKとの2戦目でウムト・ブルトにゴールを奪われて以降9試合無失点に抑え、アベル・レシーノの持つスペインのクラブにおける無失点記録924分を28分上回った。チャンピオンズリーグで決勝まで進んだことを受け、アンチェロッティは試合の間隔を開けないためリーガでも2選手を併用し、レアル・バリャドリード戦とRCDエスパニョール戦に出場した。アトレティコ・マドリードとのダービーとなった決勝では、カシージャスのミスからディエゴ・ゴディンに先制点を許したものの、3度目となる欧州制覇を達成した。
2014年夏の移籍市場にてロペスがACミランへ移籍、入れ替わるようにケイロル・ナバスがレアル・マドリードへ加入。2014-15シーズンのリーガ開幕戦、コルドバCF戦はカシージャスが先発でゴールを守り、その後正GKに返り咲いた。ヨーロッパ王者として出場したFIFAクラブワールドカップ2014ではレアル・マドリードの優勝に貢献した。クラブワールドカップ決勝であるCAサン・ロレンソ・デ・アルマグロ戦で、マノーロ・サンチス、ラウルに続いて史上3人目となるレアル・マドリード通算700試合出場を達成した。

### FCポルト
2015年7月11日、FCポルトへ移籍。表向きは加齢による衰えやシーズンの低パフォーマンスが理由だが、前述のモウリーニョとの確執はその後フロレンティーノ・ペレス会長、アルバロ・アルベロア、シャビ・アロンソらとの確執をも生み出し、カシージャスは孤立無援の状態に追い込まれる。翌日に行われた退団会見においても、ペレスをはじめとしたクラブ関係者は姿を見せずカシージャス一人で行われ、事実上追放という形だった。チームメイトやFCバルセロナの選手、同世代で共に世界最高のGKと評されたブッフォンらからメッセージが届き、同年FCバルセロナからアル・サッドへ移籍したシャビは、レアル・マドリードのカシージャスに対する扱いを非難した。後日、カシージャスの両親は退団の経緯について元々、ペレスはカシージャスを評価しておらず、2008年の契約更新時（前会長のラモン・カルデロン時代に締結された）の手数料の支払いを元代理人が求めてきた際にカシージャス側はクラブに負担を求めたが、クラブ側は応じず、係争に陥ったことでペレスとの確執が発生し、モウリーニョとの確執もペレスの指示と主張した。

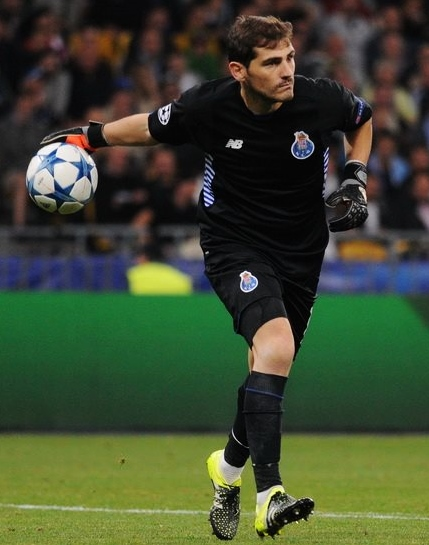
ディナモ・キーウ戦でのカシージャス（2015年）

ポルトでは背番号12を与えられ、8月15日のヴィトーリアSC戦でプリメイラ・リーガデビュー。9月29日のチャンピオンズリーグチェルシーFC戦で同大会152試合目の出場となり、シャビを抜いての最多出場記録を更新した。10月20日のマッカビ・テルアビブFC戦ではチャンピオンズリーグ51回目のクリーンシート（無失点試合）を達成し、こちらもエトヴィン・ファン・デル・サールの持つ最多記録を塗り替えた。
2016年10月18日のチャンピオンズリーググループステージ第3節のクラブ・ブルッヘに出場。同試合に勝利したことでCL通算92勝を記録しCL通算勝利数単独1位に立つ。2017年3月14日のチャンピオンズリーグユヴェントスFC戦でUEFA主催大会通算175試合目の出場となり、パオロ・マルディーニの174試合を超えて歴代最多出場となった。
2018年4月2日のCFベレネンセス戦の出場によって、キャリア通算1000試合出場を達成した。イギリス紙デイリー・メールによれば、史上22人目の偉業となる。

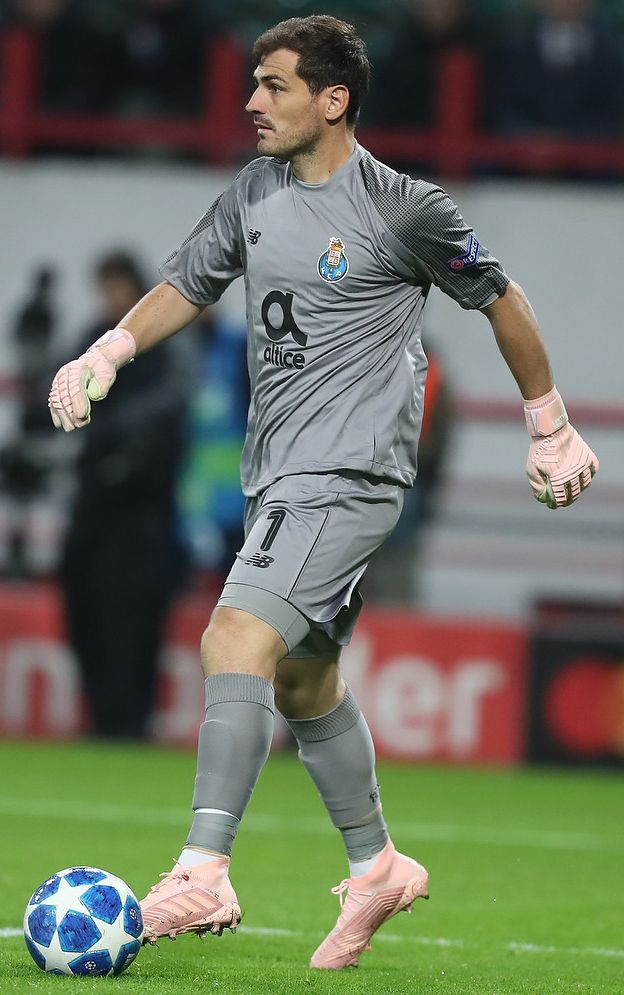
ロコモティフ・モスクワ戦のカシージャス（2018年）

2018-19シーズンの9月18日に行われたチャンピオンズリーググループステージ第1節で、新記録となる20シーズン連続のUEFAチャンピオンズリーグ出場を果たした。
2019年5月1日、練習中に心臓発作を起こして病院に搬送された。カシージャスの入院に際して確執のあったレアル・マドリードやモウリーニョ（その後、2019年6月のFIFA主催のパーティにて和解したことが報じられる）もコメントを出している。検査の結果、急性心筋梗塞と診断され、無事に退院したものの、数ヶ月の経過観察が必要であることから現役引退の可能性も報じられた。2019-2020シーズンは選手登録を見送り、スタッフとしてチームを支えることが発表され、2019年11月には段階的に練習を再開したことを明かした。
2020年2月17日、スペインサッカー連盟会長選立候補を表明。その後「私は公正で透明性があって開かれた形の選挙プロセスを望んでいたが、そうした方法は選ばれなかった」とSNSで語り会長選を辞退することを発表した が、事実上の現役引退を表明する形となった。2019-2020シーズンは、テクニックスタッフとしてチームに帯同していた。
2020年7月2日に契約満了となりポルトを退団。しかし、ポルトのシーズンラストゲームとなった8月1日のポルトガル杯決勝でポルトが優勝を決めると、自身も他のメンバーに混ざって優勝トロフィーを掲げた。その3日後の8月4日、自身のX上で正式に現役引退を発表。これを受けて、レアル・マドリードとカシージャスと敵対していたフロレンティーノ・ペレスも、カシージャスに感謝の意を表明した。

### 引退後
2020年12月22日、レアル・マドリードのフロントにアシスタント・ゼネラル・ディレクターの役職で復帰したことが発表された。

## 代表経歴
U-15スペイン代表で、ウェンブリー・スタジアムで行われたイングランド戦で後半から出場。これが初めての代表戦であった。カシージャスはインタビューで、当時“フェラーリから地下鉄へ”と題するルポルタージュをしており、当時の監督から叱られたエピソードを語っている。
16歳の時にU-17スペイン代表に選ばれ、1997年にエジプトで行われたFIFA U-17世界選手権で3位入賞した。U-17代表ではキャプテンも務めた。1999年にはFIFAワールドユース選手権とUEFA-CAF メリディアン・カップで優勝した（しかし、この時はダニエル・アランスビアが正GKだった）。
2000年6月3日、スウェーデン代表との親善試合にて19歳と14日でスペイン代表デビューを果たした。しかし、試合ではピッチに立ってわずか11分で相手にPKを与えてしまった。2002年の日韓W杯のメンバー入りも果たし、正GKのサンティアゴ・カニサレスがアクシデントにより負傷したため、21歳にして正GKとして大会に臨んだ。アイルランド戦のPK戦では2回止め、一躍母国のヒーローとなった。日韓W杯の韓国戦でのセービングはFIFAによって歴代トップテンのセービングに選ばれた。
EURO2004予選では6試合で4失点に抑え、ノルウェーとのプレーオフに勝利して本大会出場を決めた。本大会では全試合出場。2006 FIFAワールドカップには副キャプテンとして臨んだが、決勝トーナメント1回戦のフランス戦では先制したにも関わらず3失点し、1-3で敗れた。

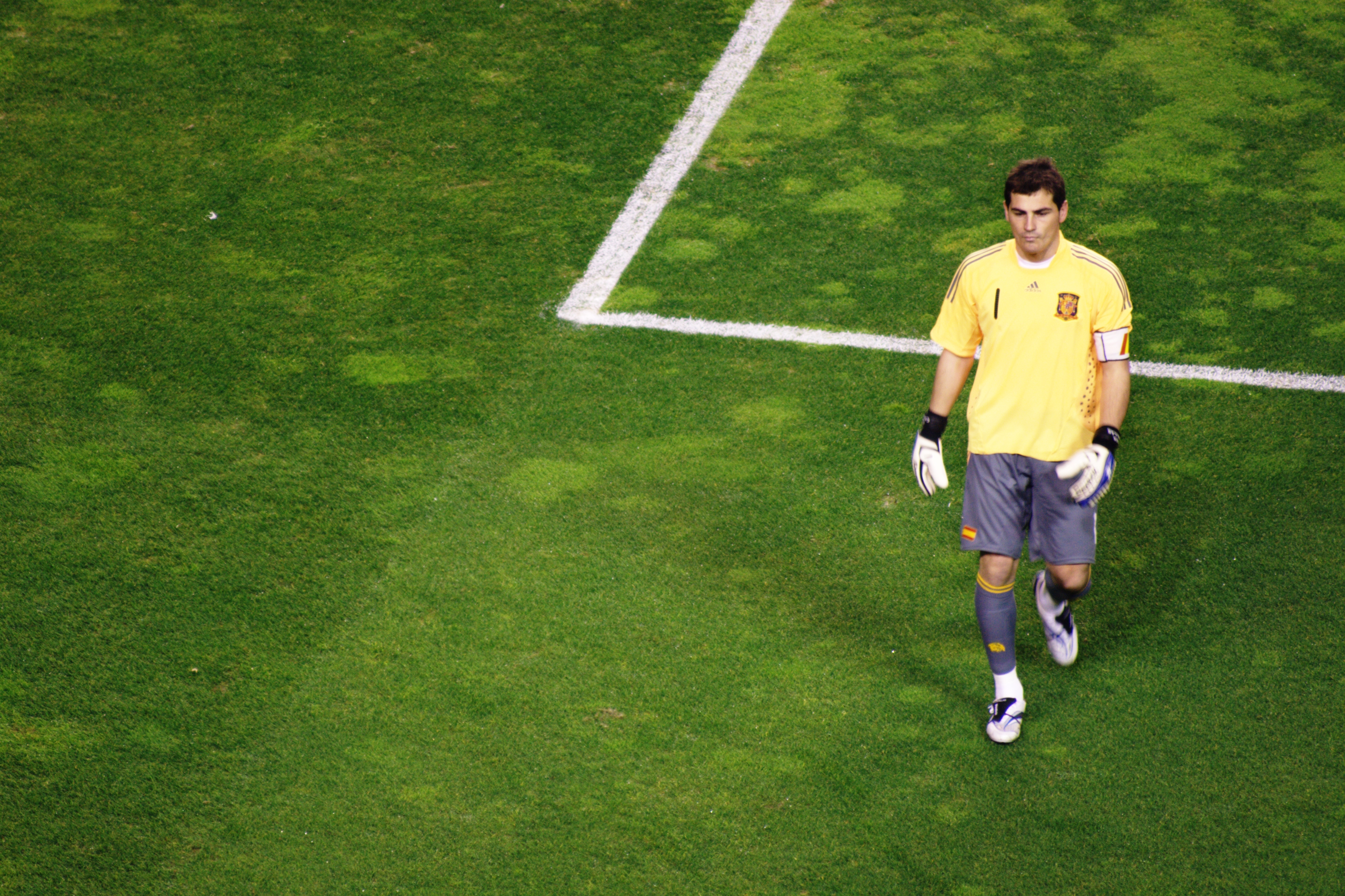
イングランド代表戦でのカシージャス（2009年）

EURO2008にはスペイン代表のキャプテンとして臨んだ。グループリーグのロシア戦とスウェーデン戦に出場し、安定感のあるセービングを見せたが、3戦目のギリシャ戦には控えのペペ・レイナが出場した。決勝トーナメント1回戦のイタリア戦はPK戦までもつれたが、アントニオ・ディ・ナターレとダニエレ・デ・ロッシのシュートを止めてPK戦を4-2で勝利し、スペイン代表が持っていた様々なジンクスを打ち破った。カシージャスの母親は、このPK戦を前にあまりの緊張からか気を失い、息子の勇姿を見逃した。グループリーグではズラタン・イブラヒモビッチに1失点しただけであり、準々決勝、準決勝、決勝の全てでクリーンシートを記録し、守備に安定感をもたらした。6月29日のドイツとの決勝を1-0で勝利し、スペインの44年ぶりの優勝に大きく貢献した。UEFA欧州選手権のトロフィーをキャプテンとして掲げた初のゴールキーパーとなり、ジャンルイジ・ブッフォンやエトヴィン・ファン・デル・サールと共にUEFA選定大会優秀選手に選ばれた。2008年10月、カシージャスとレイナの二人はアンドニ・スビサレッタとフランシスコ・ブーヨが作り、長い間破られることがなかったスペイン代表の連続無失点記録（710分）を更新した。

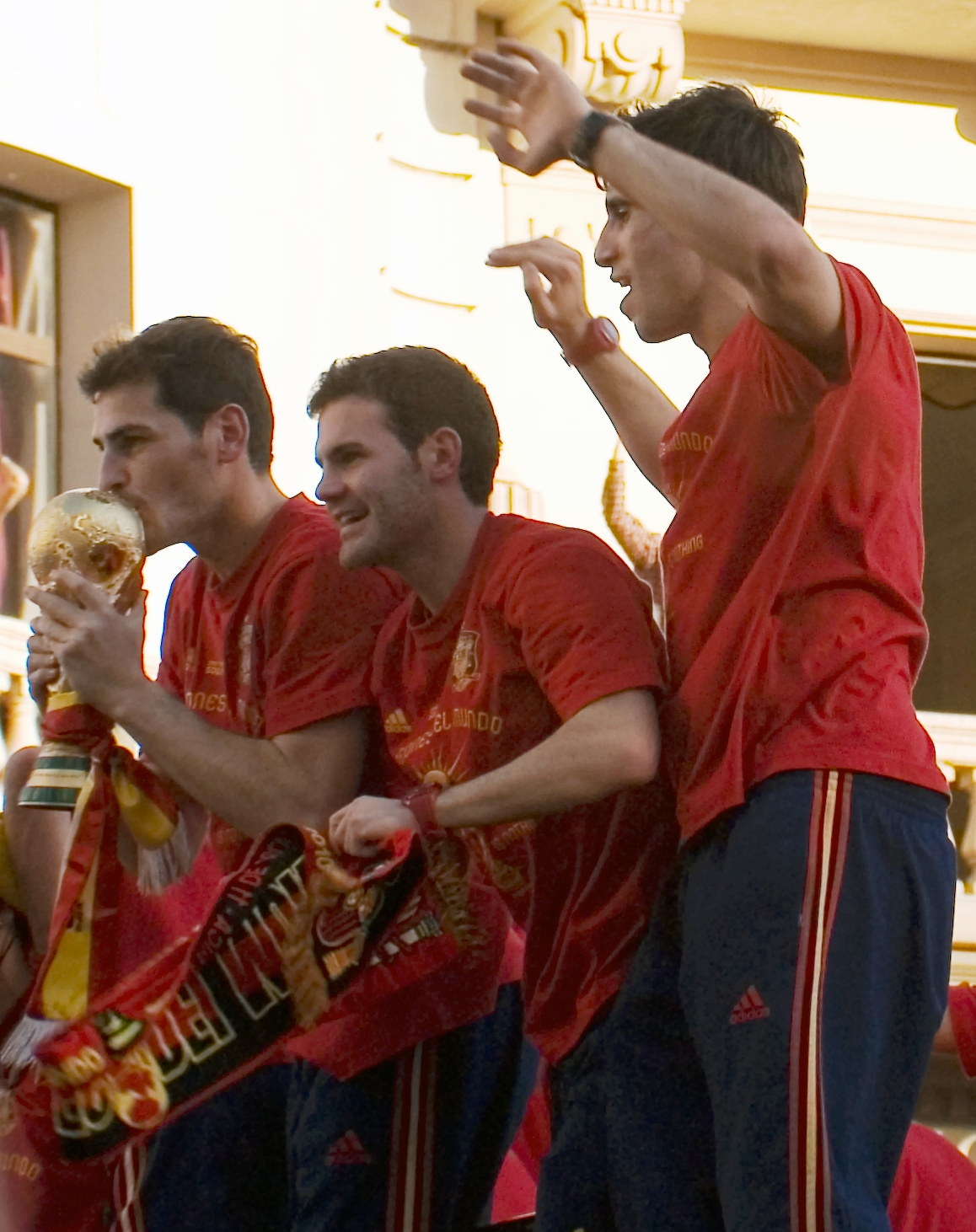
ワールドカップトロフィーにキスをするカシージャスと、優勝を祝福するフアン・マタ、ハビ・マルティネス

2009年9月5日、2010 FIFAワールドカップ欧州予選ベルギー戦に5-0で勝利し、スビサレッタが保持するスペイン代表の無失点試合数56試合に並んだ。そして、9月9日のエストニア戦を無失点に抑え、新記録となる57回目の完封を達成した（カシージャスは98試合で57完封、スビサレッタは通算126試合で56試合完封）。11月14日にはアルゼンチンとの親善試合に出場し、ゴールキーパーとしては過去にスビサレッタしか果たしていないスペイン代表100試合出場を達成した。
EURO2008に続いてキャプテンとして出場した2010 FIFAワールドカップでは、初戦でスイスに敗れてしまうも、その後の2試合は勝利し、決勝トーナメントに進出。決勝トーナメント1回戦のポルトガル戦ではマドリーのチームメイトでもあるクリスティアーノ・ロナウドのFKを弾き出したり、準々決勝のパラグアイ戦ではオスカル・カルドソのPKをキャッチでセーブしたり、お互い史上初の優勝をかけた決勝のオランダ戦ではアリエン・ロッベンとの2度に渡る1対1の場面など多くのピンチがあったものの全てのシュートをセーブし、延長にもつれこみながらも1−0でスペイン代表史上初のワールドカップ優勝を果たした。ロッベンのシュートを阻止したシーンは、後にカシージャスが「最も思い出深く、誇りに思っているプレー」と語ることとなった。またこの試合ではアンドレス・イニエスタが決勝点を挙げると、カシージャスはまだ試合中にも関わらず顔を手で覆い涙を流した。決勝トーナメントの4試合を無失点に抑えたカシージャスは、レフ・ヤシン賞から名称を変えた大会最優秀GKであるゴールデングローブ賞の第1回受賞者となった。オランダ戦の試合後のインタビューでは、テレビカメラの前で恋人であるTVレポーターのサラに熱烈なキスをして話題になった。
2011年11月12日のイングランドとの親善試合に出場。代表通算126試合目の出場となり、スビサレッタの持つスペイン代表最多記録に並んだ。さらに15日のコスタリカ戦で代表通算127試合に伸ばし、スビサレッタの記録を更新した。2012年5月30日の韓国戦で代表95勝目の最多記録を飾り、6月6日の中国戦での1-0での勝利によって74試合目の完封勝利として、ファン・デル・サールの持つ代表最多完封勝利を更新した。

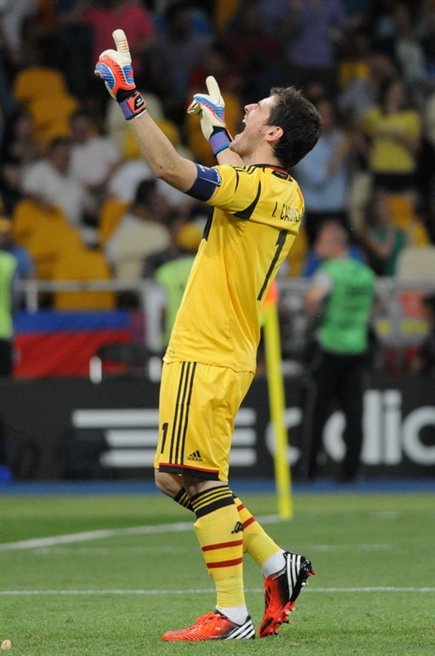
EURO 2012決勝、イタリア代表戦でのカシージャス

EURO2012においても全ての試合にフル出場。グループリーグ緒戦のイタリア戦でディ・ナターレにゴールを決められるも、その後509分間ゴールを割らせず大会を通じての失点を1にとどめ、ディノ・ゾフの持つ欧州選手権無失点記録494分を更新した。決勝のイタリア戦では代表100試合勝利を達成し、ブッフォン、マヌエル・ノイアーと共にUEFA選定大会優秀選手に選ばれた。また、同年にはシャビ・エルナンデスと共にアストゥリアス皇太子賞のスポーツ部門を受賞した。2010年にスペイン代表として受賞して以来、自身2度目の受賞となった。
10月12日のブラジルW杯欧州予選のベラルーシ戦にフル出場して4-0で勝利。これにより無失点記録を727分に伸ばし、2008年に自身が打ち立てたスペイン代表の無失点記録708分を更新した。
2014年6月13日に行われたブラジルW杯のグループリーグ、グループBの初戦の対オランダ戦においてカシージャスは5点を奪われ、大敗を喫し、続くチリ戦にも破れて、2010 FIFAワールドカップ優勝国のスペイン代表は、まさかのグループリーグ敗退を喫してしまった。このカシージャスの低調ぶりについてディエゴ・マラドーナは、「残念ながら、ジョゼ・モウリーニョの判断は正しかったということだ」と酷評した。
2015年11月13日に行われたイングランド代表戦で代表キャップ数を165試合とし、ラトビア代表のヴィタリス・アスタフィエフスと並んで欧州の代表チームにおける最多出場記録に並んだ。また、同試合はカシージャスにとって代表通算100試合目のクリーンシートとなった。2016年3月27日の親善試合ルーマニア代表戦で欧州最多出場記録を更新し、5月31日の韓国代表でキャップ数を167試合まで伸ばす（後にブッフォンが更新）も、同年行われたEURO2016ではダビド・デ・ヘアに次ぐ第2ゴールキーパーとなり出場機会はなかった。

## 評価
反射神経と度胸の良さを最大の武器として1対1の場面に強い。現役時はジャンルイジ・ブッフォンと世界的ゴールキーパーの双璧を成し、共に史上最高の守護神に挙げられる。
2011年にMARCAにて行われたスペイン歴代最高のGKを決めるアンケートにおいては、67.57％の得票率で歴代最高のGKに選ばれた。国際サッカー歴史統計連盟が発表した「21世紀のベストGK」では2位に選出された。また、UEFAチャンピオンズリーグ 2001-02決勝やUEFA EURO 2008準々決勝のイタリア戦、2010 FIFAワールドカップ決勝のオランダ戦などに代表されるように大舞台に強い。ラウル・ゴンサレスのスペイン代表引退後はキャプテンを務め、UEFA EURO 2008および2010 FIFAワールドカップ、UEFA EURO 2012で優勝を手にした。フランツ・ベッケンバウアー、ディディエ・デシャンに次いで3人目となるワールドカップと欧州選手権の2大会で優勝トロフィーを掲げた選手である。レアル・マドリードのサポーターであるマドリディスタ (Madridista) からは聖イケル、サン・イケル (San Íker) と賞賛され、クラブでもラウルの退団後はキャプテンを務めている。
元レアル・マドリードの選手であり晩年チームメイトであったボド・イルクナーは、カシージャスの優れている点に自分の与えられた仕事を全うする責任感の強さといつでも謙虚であり続ける姿勢を挙げた。同時期に活躍したブッフォンは、カシージャスを欠点のないGKであると評し、キャリアを通しての一貫性を賞賛した。かつてライバルのFCバルセロナに所属し代表で共にプレーしたシャビ・エルナンデスは、「チームに安定と信頼をもたらす存在である」と述べ、選手としてだけでなく人間性も高く評価した。スポーツ面での貢献によりアストゥリアス皇太子賞やスペインスポーツ勲章の最高位である『グランドクロス』などを授与された ほか、プライベートでも国際連合の親善大使を務め、社会奉仕活動を行なっている。
反射神経やセービングの技術に関して高い評価を得ている一方、ゴールキックやパントキックなど足元の技術に関して欠点として指摘されることがある。そのことについてカシージャスも幼少期からの欠点として認め、かつてキックはリベロが務めておりキックは教えられてこなかったと語っている。なおカシージャスはキックの代わりとしてスローイングを得意としている。また、ジネディーヌ・ジダンがチームメイトだった時にはジダンから自分へスローイングを投げるよう求められていたと明かした。

## 私生活
イギリス紙ザ・サンから「世界で最もセクシーなレポーター」とコメントされたサラ・カルボネーロとは2009年ごろから交際し、2014年1月3日に第一子となる長男マルティンが誕生した。2015年にカシージャスのFCポルトへの移籍が決定した際には、サラはレポーターを休職し帯同した。2016年には正式に結婚、同年6月には次男ルーカスが生まれた。しかし、その後は関係悪化が報じられ、2021年3月に双方合意の元離婚が成立した。
2022年10月8日、自身のツイッターで「あなたが私を尊重してくれることを願っています。私はゲイです」と、同性愛者であることを告白した。AS紙はこれをカミングアウトではなく、離婚後にシャキーラら多くの女性との熱愛報道が出ていることへの抗議であると主張している。カシージャスはその後当該ツイートを削除し、自身のアカウントがハッキングされていたと弁明した。
また、7歳下の弟ウナイ・カシージャスもサッカー選手であり、MFでプレーする。なお、ウナイはFCバルセロナのファンである。

## エピソード
- カシージャスは縁起かつぎのため、チームメートがゴールを決めると、ゴールのクロスバーに触れるようにしている[15]。
- 母親はサミュエル・エトーのファンである。彼自身も仲がよく、FWとGKであることからいいライバル関係を築いている。また、エトオがズラタン・イブラヒモビッチとのトレードでインテルへ移籍した際、エトオのことを「悪夢だった」と語り、その能力を称賛している[92]。
- 2007年11月3日、セビージャとのアウェー戦当日の朝、カシージャスは当時監督のベルント・シュスターの許可を得てコンセントレーション（試合前泊）を離れ、3年に渡り脳腫瘍と戦う16歳の少女のもとを突然訪れた[93]。少女はマドリディスタで、彼女にとってカシージャスは1番のアイドルであった。2人はしばらくの間会話をかわし、セルヒオ・ラモスにも会いたいという彼女の頼みを聞き入れ、彼を呼び出して彼も含めた交流を行った。その後、彼女が亡くなった後、棺にはカシージャスのユニフォームとチームのポスターが添えられた。
- 憧れの選手であるピーター・シュマイケルと対戦した2000年のUEFAチャンピオンズリーグでは、試合後すぐにシュマイケルのもとへ行きユニフォーム交換を行った[13]。
- 南アフリカワールドカップ後に、地元であるモストレスと両親の故郷であるナバラクルスの名誉市民となった。また、2011年1月にモストレスにある道路の1つが「イケル・カシージャス通り」と改名された[94][95]。

## 個人成績

### クラブ成績
| シーズン             | クラブ               | ディビシオン         | 背番号               | リーガ | リーガ | カップ | カップ | UEFA | UEFA | その他 | その他 | シーズン通算 | シーズン通算 |
| シーズン             | クラブ               | ディビシオン         | 背番号               | 出場   | 失点   | 出場   | 失点   | 出場 | 失点 | 出場   | 失点   | 出場         | 失点         |
| -------------------- | -------------------- | -------------------- | -------------------- | ------ | ------ | ------ | ------ | ---- | ---- | ------ | ------ | ------------ | ------------ |
| 1999-2000            | レアル・マドリード   | プリメーラ           | 27                   | 27     | 25     | 5      | 1      | 12   | 19   | 3      | 5      | 47           | 50           |
| 2000-01              | レアル・マドリード   | プリメーラ           | 20                   | 34     | 37     | 0      | 0      | 11   | 15   | 2      | 4      | 47           | 56           |
| 2001-02              | レアル・マドリード   | プリメーラ           | 1                    | 25     | 27     | 5      | 5      | 9    | 6    | 1      | 0      | 40           | 38           |
| 2002-03              | レアル・マドリード   | プリメーラ           | 1                    | 38     | 42     | 0      | 0      | 15   | 21   | 2      | 1      | 55           | 64           |
| 2003-04              | レアル・マドリード   | プリメーラ           | 1                    | 37     | 50     | 2      | 1      | 9    | 10   | 2      | 2      | 50           | 63           |
| 2004-05              | レアル・マドリード   | プリメーラ           | 1                    | 37     | 30     | 0      | 0      | 10   | 11   | -      | -      | 47           | 41           |
| 2005-06              | レアル・マドリード   | プリメーラ           | 1                    | 37     | 38     | 4      | 6      | 7    | 7    | 0      | 0      | 48           | 51           |
| 2006-07              | レアル・マドリード   | プリメーラ           | 1                    | 38     | 40     | 0      | 0      | 7    | 10   | 0      | 0      | 45           | 50           |
| 2007-08              | レアル・マドリード   | プリメーラ           | 1                    | 36     | 32     | 0      | 0      | 8    | 13   | 2      | 6      | 46           | 51           |
| 2008-09              | レアル・マドリード   | プリメーラ           | 1                    | 38     | 52     | 0      | 0      | 7    | 10   | 2      | 5      | 47           | 67           |
| 2009-10              | レアル・マドリード   | プリメーラ           | 1                    | 38     | 35     | 0      | 0      | 8    | 9    | 0      | 0      | 46           | 44           |
| 2010-11              | レアル・マドリード   | プリメーラ           | 1                    | 35     | 32     | 8      | 2      | 11   | 6    | 0      | 0      | 54           | 40           |
| 2011-12              | レアル・マドリード   | プリメーラ           | 1                    | 37     | 31     | 4      | 6      | 10   | 7    | 2      | 5      | 53           | 49           |
| 2012-13              | レアル・マドリード   | プリメーラ           | 1                    | 19     | 16     | 3      | 0      | 5    | 8    | 2      | 4      | 29           | 28           |
| 2013-14              | レアル・マドリード   | プリメーラ           | 1                    | 2      | 2      | 9      | 1      | 13   | 10   | 0      | 0      | 24           | 13           |
| 2014-15              | レアル・マドリード   | プリメーラ           | 1                    | 32     | 35     | 0      | 0      | 10   | 9    | 5      | 2      | 47           | 46           |
| スペインリーグ通算   | スペインリーグ通算   | スペインリーグ通算   | スペインリーグ通算   | 510    | 524    | 40     | 22     | 152  | 150  | 23     | 34     | 725          | 752          |
| 2015-16              | FCポルト             | プリメイラ           | 12                   | 32     | 28     | 0      | 0      | 8    | 11   | 0      | 0      | 40           | 39           |
| 2016-17              | FCポルト             | プリメイラ           | 1                    | 33     | 16     | 0      | 0      | 10   | 7    | 0      | 0      | 43           | 23           |
| 2017-18              | FCポルト             | プリメイラ           | 1                    | 20     | 10     | 7      | 5      | 3    | 3    | 1      | 1      | 31           | 19           |
| 2018-19              | FCポルト             | プリメイラ           | 1                    | 31     | 19     | 1      | 1      | 10   | 15   | 0      | 0      | 42           | 35           |
| 2019-20              | FCポルト             | プリメイラ           | 1                    | -      | -      | -      | -      | -    | -    | -      | -      | -            | -            |
| ポルトガルリーグ通算 | ポルトガルリーグ通算 | ポルトガルリーグ通算 | ポルトガルリーグ通算 | 116    | 77     | 9      | 6      | 31   | 36   | 1      | 1      | 156          | 119          |
| 総通算               | 総通算               | 総通算               | 総通算               | 626    | 601    | 49     | 28     | 183  | 186  | 24     | 35     | 881          | 871          |

### 代表成績

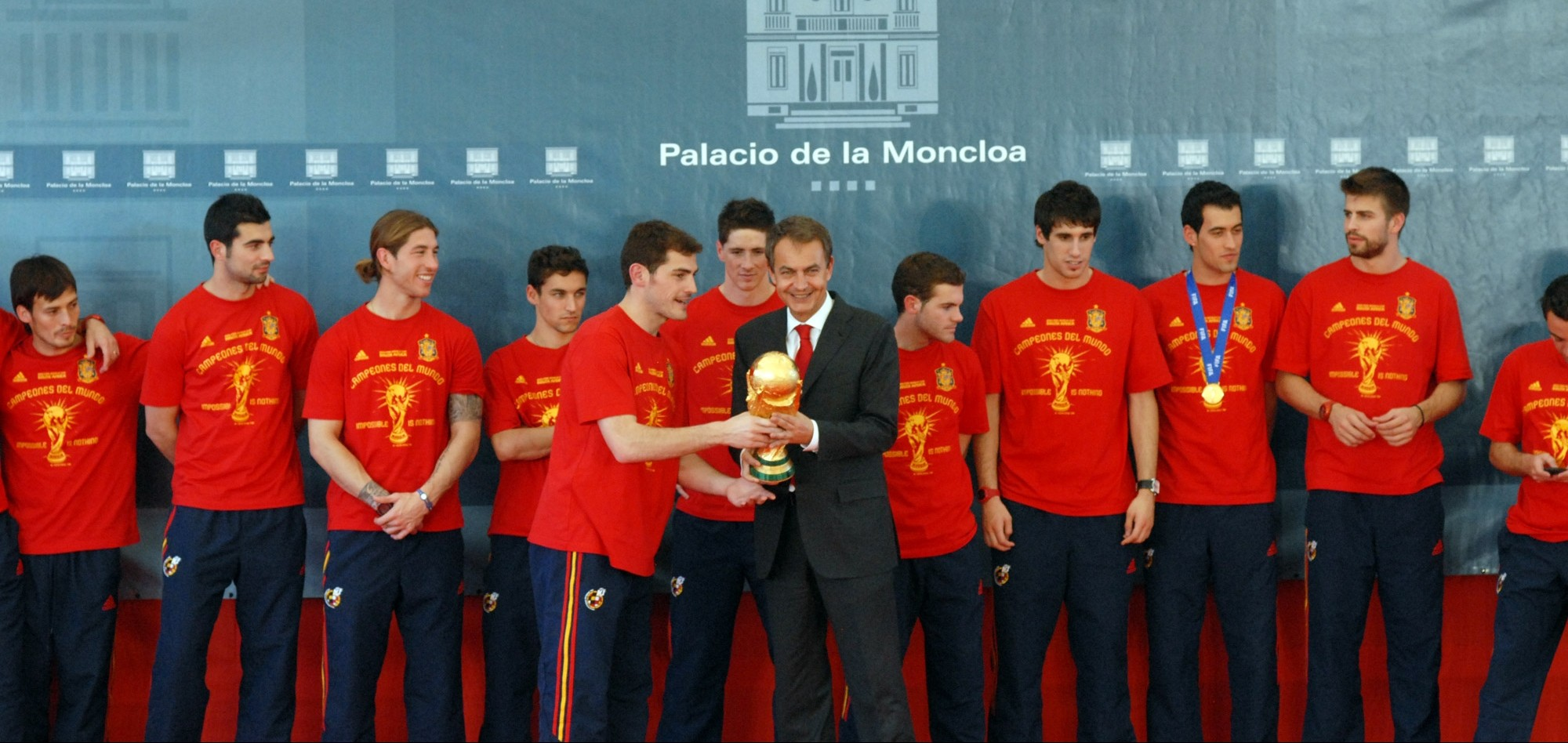
ホセ・ルイス・ロドリゲス・サパテロとワールドカップトロフィーを抱えるカシージャス（2010年)

出典
| 年   | ワールドカップ | ワールドカップ | 欧州選手権 | 欧州選手権 | コンフェデ杯 | コンフェデ杯 | 親善試合 | 親善試合 | 通算 | 通算 |
| 年   | 出場           | 失点           | 出場       | 失点       | 出場         | 失点         | 出場     | 失点     | 出場 | 失点 |
| ---- | -------------- | -------------- | ---------- | ---------- | ------------ | ------------ | -------- | -------- | ---- | ---- |
| 2000 | 3              | 2              | 0          | 0          | 0            | 0            | 3        | 3        | 6    | 6    |
| 2001 | 2              | 0              | 0          | 0          | 0            | 0            | 3        | 2        | 5    | 2    |
| 2002 | 5              | 2              | 2          | 0          | 0            | 0            | 4        | 1        | 11   | 3    |
| 2003 | 0              | 0              | 8          | 5          | 0            | 0            | 3        | 1        | 11   | 6    |
| 2004 | 3              | 1              | 3          | 2          | 0            | 0            | 6        | 2        | 12   | 5    |
| 2005 | 9              | 4              | 0          | 0          | 0            | 0            | 1        | 0        | 10   | 4    |
| 2006 | 3              | 3              | 3          | 5          | 0            | 0            | 4        | 1        | 10   | 9    |
| 2007 | 0              | 0              | 7          | 3          | 0            | 0            | 1        | 0        | 8    | 3    |
| 2008 | 4              | 1              | 5          | 2          | 0            | 0            | 6        | 0        | 15   | 3    |
| 2009 | 5              | 3              | 0          | 0          | 4            | 0            | 4        | 1        | 13   | 4    |
| 2010 | 7              | 1              | 3          | 3          | 0            | 0            | 5        | 4        | 15   | 8    |
| 2011 | 0              | 0              | 4          | 2          | 0            | 0            | 7        | 1        | 11   | 3    |
| 2012 | 3              | 1              | 6          | 1          | 0            | 0            | 7        | 0        | 16   | 2    |
| 2013 | 2              | 0              | 0          | 0          | 3            | 0            | 4        | 0        | 9    | 0    |
| 2014 | 2              | 5              | 3          | 3          | 0            | 0            | 3        | 0        | 8    | 8    |
| 2015 | 0              | 0              | 4          | 0          | 0            | 0            | 1        | 0        | 5    | 0    |
| 2016 | 0              | 0              | 0          | 0          | 0            | 0            | 2        | 0        | 0    | 0    |
| 通算 | 48             | 23             | 48         | 26         | 7            | 0            | 64       | 16       | 167  | 65   |

### FIFAバロンドール投票
バロンドール投票
フランス・フットボール誌が主催してヨーロッパ最優秀選手を決めるバロンドールには2002年に初めてノミネートされたが、このときは得票を得られなかった。2007年から3年連続でノミネートされ、2008年にはUEFA EURO 2008（優勝）やリーガ・エスパニョーラ（優勝）の活躍が評価され、自己最高位の4位にランクインした。
| 年   | 順位         | 点           |
| ---- | ------------ | ------------ |
| 2002 | 得票なし     | 0            |
| 2003 | 得票なし     | 0            |
| 2004 | ノミネート外 | ノミネート外 |
| 2005 | ノミネート外 | ノミネート外 |
| 2006 | ノミネート外 | ノミネート外 |
| 2007 | 27位         | 3            |
| 2008 | 4位          | 133          |
| 2009 | 16位         | 8            |

FIFAバロンドール投票
FIFA最優秀選手賞とバロンドールが統合され、2010年からはFIFAバロンドールとして世界最優秀選手が発表されている。2010年には2010 FIFAワールドカップでの活躍が評価され、ディフェンスの選手としては最高位の7位にランクインした。それ以降の投票でも、ディフェンスの選手としては最高位にランクインしている。
| 年   | 順位 | 総得票率 | 監督票 | 主将票 | 記者票 |
| ---- | ---- | -------- | ------ | ------ | ------ |
| 2010 | 7位  | 2.90     | 0.49   | 1.44   | 0.96   |
| 2011 | 9位  | 1.29     |        |        |        |
| 2012 | 6位  | 3.18     |        |        |        |

## 代表歴

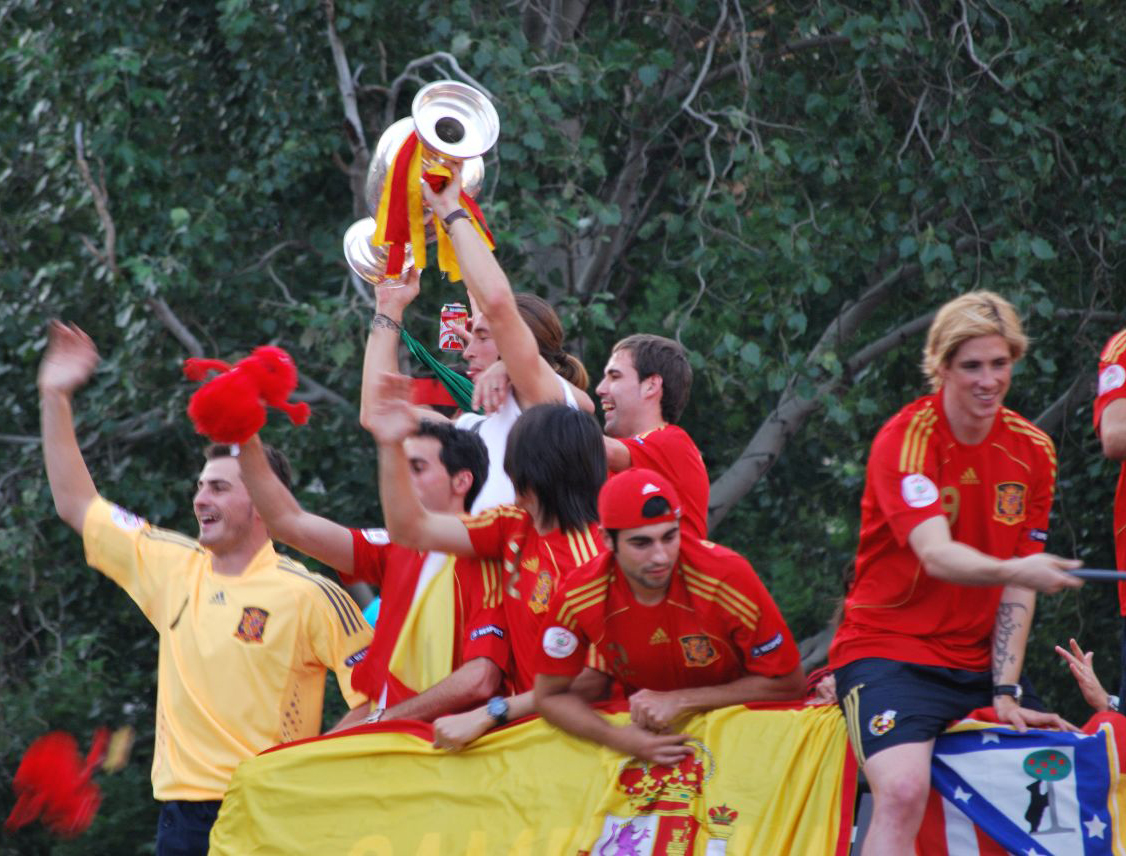
スペインでのEURO 2008優勝パレードの様子

- 1995年 - UEFA U-15欧州選手権 優勝
- 1997年 - UEFA U-17欧州選手権 優勝
- 1999年 - UEFA CAFメリディアンカップ 優勝
- 1999年 - 1999 FIFAワールドユース選手権 優勝
- 2000年 - スウェーデン戦でスペイン代表デビュー
- 2002年 - 2002 FIFAワールドカップ・日韓大会 ベスト8
- 2004年 - EURO2004・ポルトガル大会 1次リーグ敗退
- 2006年 - 2006 FIFAワールドカップ・ドイツ大会 ベスト16
- 2008年 - EURO2008・スイス・オーストリア大会 優勝
- 2010年 - 2010 FIFAワールドカップ・南アフリカ大会 優勝
- 2012年 - EURO2012・ポーランド・ウクライナ大会 優勝
- 2014年 - 2014 FIFAワールドカップ・ブラジル大会 グループリーグ敗退
- 2016年 - EURO2016・フランス大会 ベスト16

## タイトル

### クラブ
レアル・マドリード
- FIFAクラブワールドカップ : 2014
- トヨタ ヨーロッパ/サウスアメリカ カップ : 2002
- UEFAチャンピオンズリーグ : 1999-00, 2001-02, 2013-14
- UEFAスーパーカップ : 2002, 2014
- リーガ・エスパニョーラ : 2000-01, 2002-03, 2006-07, 2007-08, 2011-12
- コパ・デル・レイ : 2010-11, 2013-14
- スーペルコパ・デ・エスパーニャ : 2001, 2003, 2008, 2012

FCポルト
- プリメイラ・リーガ : 2017-18
- スーペルタッサ・カンディド・デ・オリベイラ : 2018

### 代表
スペイン代表
- FIFAワールドカップ : 2010

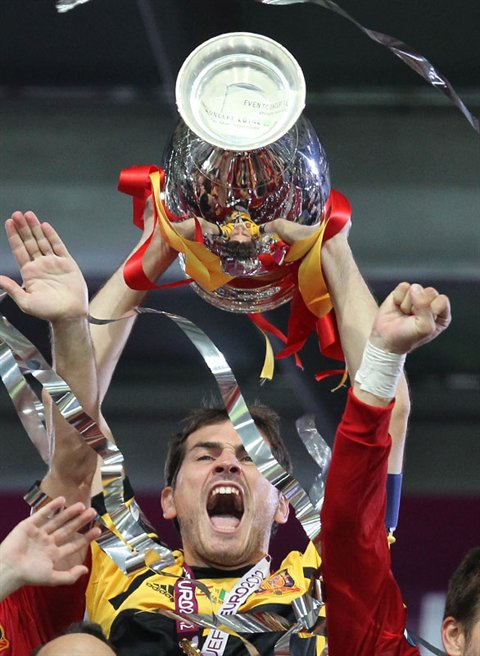
EURO 2012優勝杯を掲げるカシージャス

- UEFA欧州選手権 : 2008, 2012

### 個人
- リーガ・エスパニョーラ 最優秀新人賞 : 1999-00
- ブラヴォー賞 : 2000
- リーガ・エスパニョーラ サモラ賞 : 2007-08
- ESMチーム・オブ・ザ・イヤー : 2007-08
- LFPアワード最優秀GK : 2回 (2008-09, 2011-12)
- BBVAフェアプレー賞 : 2012-13
- UEFAチーム・オブ・ザ・イヤー : 2007, 2008, 2009, 2010, 2011, 2012
- IFFHS世界最優秀ゴールキーパー : 2008, 2009, 2010, 2011, 2012
- FIFproワールドイレブン : 2008, 2009, 2010, 2011, 2012
- EURO UEFA選定大会優秀選手 : 2008, 2012
- ゴールデングローブ賞 : 2010
- FIFAワールドカップドリームチーム : 2010
- 欧州最優秀ゴールキーパー賞 : 2010
- UEFAアルティメット・チーム・オブ・ザ・イヤー : 2015[97]
- ゴールデンフット賞 : 2017
- マルカフェアプレー賞 : 2018[98]
- プリメイラ・リーガ最優秀ゴールキーパー : 2018-19
- プリメイラ・リーガチーム・オブ・ザ・イヤー : 2018-19

### その他
- モストレス名誉市民 : 2010
- ナバラクルス名誉市民 : 2010
- アストゥリアス皇太子賞（スポーツ部門）: 2012
- スポーツ勲章 グランドクロス : 2015